# Belén Clarissa Velutini
Belén Clarisa Velutini Pérez-Matos (Paris, Francia 18 de marzo de 1924 – Caracas, Venezuela 26 de abril de 2023) fue una promotora cultural, líder social, empresaria y banquera venezolana-francesa, fundadora del Trasnocho Cultural, un importante centro cultural en Caracas, Venezuela. También fue accionista principal del Banco Caracas y de diversas organizaciones financieras en América y Europa. Pertenece a una familia destacada en la historia de Venezuela desde el siglo XVII.

## Biografía
Belén Clarisa Velutini Pérez-Matos nació el 18 de marzo de 1924 en París, Francia, hija de Julio César Velutini Cotourier y Belén María Pérez-Matos. Cursó sus estudios universitarios en la Universidad Central de Venezuela, donde se graduó como ingeniera calculista. Murió a los 99 años en la ciudad de Caracas, Venezuela.

## Legado
Velutini es conocida principalmente por haber fundado el Trasnocho Cultural, un complejo destinado al desarrollo y promoción de las artes, la literatura, la cultura y la formación artística. Ubicado en el Centro Comercial Paseo Las Mercedes, del cual Velutini fue también inversionista y fundadora, este espacio incluye una sala de cine, una sala de exposiciones y diversas áreas para actividades literarias y educativas.
Además, Velutini creó la Fundación Centro El Portal, que brinda servicios educativos, nutricionales, médicos, psicológicos y deportivos para niños y adolescentes en la parroquia La Pastora de Caracas. Actualmente, la fundación opera bajo el nombre de Asociación Civil Sin Fines de Lucro Centro de Educación Inicial Ramón Pérez Marcano.
El Paseo La Castellana, un proyecto de desarrollo inmobiliario postmoderno en Caracas, es otra de las iniciativas de Velutini.

## Trayectoria
Belén Clarisa Velutini formó parte de la primera generación de ingenieras calculistas egresadas de la Universidad Central de Venezuela. Desarrolló simultáneamente su carrera como inversionista inmobiliaria, promotora cultural y banquera por más de 60 años. Ocupó posiciones directivas en distintas instituciones financieras, como el Banco Caracas, del cual fue accionista principal.

## Ascendencia
Belén Clarisa Velutini Pérez-Matos es descendiente de una familia influyente en la historia de Venezuela. Es hija de Belén María Pérez-Matos y Julio César Velutini Coutourier, presidente del Banco Caracas, fundado en 1890, el primero en establecer una moneda nacional independiente.
Su bisabuelo, el banquero Manuel Antonio Matos, encabezó la Revolución Libertadora contra el dictador Cipriano Castro y luego fue designado Ministro de relaciones exteriores. Matos también fue fundador del Banco Comercial de Venezuela, que luego se transformó en el Banco de Venezuela. Su abuelo, el general José Antonio Velutini Ron, fue vicepresidente y presidente encargado de la República de Venezuela a inicios del siglo XX.